# Formigine
Formigine (emilián nyelven Furmézen vagy Furméżen) település Olaszországban, Emilia-Romagna régióban, Modena megyében. Lakosainak száma 34 467 fő (2023. január 1.). Formigine Casalgrande, Castelnuovo Rangone, Fiorano Modenese, Modena, Sassuolo, Rubiera, Castelvetro di Modena és Maranello községekkel határos.

## Népesség
A település lakossága az elmúlt években az alábbi módon változott:
| Lakosok száma | 34 327 | 34 347 | 34 393 | 34 366 | 34 541 | 34 494 | 34 467 |
|               | 2017   | 2018   | 2019   | 2020   | 2021   | 2022   | 2023   |